# Michael Struck
Michael (Mike) Struck ( n. 1953) es un botánico, profesor, y curador alemán. Desarrolla actividades académicas en el Departamento de Botánica, en la Universidad de Stellenbosch, Sudáfrica.

## Algunas publicaciones

### Libros
- michael Struck. 1997. Floral divergence and convergence in the genus Pelargonium (Geraniaceae) in southern Africa: Ecological and evolutionary considerations. Plant Systematics and Evolution 208 ( 1-2): 71-97 DOI 10.1007/BF00986083

- La abreviatura «Struck» se emplea para indicar a Michael Struck como autoridad en la descripción y clasificación científica de los vegetales.[1]